# Варення Микола Романович
Микола Романович Варе́ння (нар. 7 листопада 1917, Калинове — пом. 23 червня 2001, Івано-Франківськ) — український художник і педагог, дослідник Гуцульщини; член Спілки радянських художників України з 1958 року. Заслужений художник УРСР з 1987 року. Батько художниці Емілії Бучинської-Варення.

## Життєпис
Народився 25 жовтня [7 листопада] 1917 року в селі Калиновому (тепер селище міського типу Сєвєродонецького району Луганської області). У 1936—1940 роках навчався в Одеському художньому училищі імені Митрофана Грекова (викладачі Леонід Мучник, Микола Павлюк).
Учасник німецько-радянської війни. У 1940—1946 роках проходив службу у лавах Червоної армії у 95-му окремому полку зв'язку, де оформляв військові карти, зображував хроніку військових пересувань, обіймав посаду телеграфіста. Член ВКП(б) з 1943 року. Нагороджений орденом Вітчизняної війни ІІ ступеня (6 квітня 1985), медалями «За бойові заслуги» (29 квітня 1943), «За перемогу над Німеччиною» (9 травня 1945).
Протягом 1946—1952 років навчався у Ленінградському інституті живопису, скульптури та архітектури (викладачі: Борис Йогансон, Владислав Анісович, Рудольф Френц, Іван Сорокін, Василь Мєшков). Дипломна робота — картина «На колгоспній птахофермі» (Ростовський обласний музей образотворчих мистецтв).
У 1953—1961 роках викладав живопис у Косівському училищі прикладного та декоративного мистецтва Івано-Франківськой області. У 1961—1972 роках — директор Івано-Франківської дитячої художньої школи. У 1972—1976 роках — голова Івано-Франківської організації Спілки художників України. У 1997—2001 роках — доцент Прикарпатського національного університету імені Василя Стефаника.
Жив в місті Івано-Франківську на вулиці Радянській, № 48, квартира № 37 та вулиці Незалежності, № 55, квартира № 12. Помер в Івано-Франківську 23 червня 2001 року.

## Творчість
Працював в галузі станкового живопису та станкової графіки в історичному, побутовому, портретному жанрах, а також писав пейзажі та натюрморти. Серед робіт:
живопис
- «Поранений солдат» (1942);
- «Мітинг матросів, солдат і робітників на Якорній площі в Кронштадті 23 жовтня 1905 року» (1952; Центральний військово-морський музей імені імператора Петра Великого, Санкт-Петербург);
- «Коля Піщенко — юний герой оборони Севастополя» (1953; Центральний військово-морський музей імені імператора Петра Великого, Санкт-Петербург);
- «Марко Черемшина серед гуцулів» (1954; Літературно-меморіальний музей Марка Черемшини, Снятин);
- «У вихідний день. Подруги» (1955);
- «Портрет Ганни Герасимович — майстрині гуцульської народної вишивки» (1965);
- «Гуцульський ярмарок» (1957);
- «Прийшли з городу» (1958);
- «Зустріч Червоної Армії в 1939 році у Прикарпатті» (1958—1960; Івано-Франківський краєзнавчий музей);
- «Піонери на привалі» (1962);
- «З минулого Карпат» (1964);
- «Радянський воїн» (1965);
- «Прикарпаття. 1941» (1967);
- «На полонині» (1969);
- «Гуцульщина — край мистецтва» (1975);
- «Господарі полонини» (1975);
- «Карпатський рейд Ковпака» (1985);
- «Влітку на Гуцульщині» (1988);
- «Доля людини» (1989, триптих);
- «Викладачі-засновники Косівського училища прикладного мистецтва» (1989);
- «Святкова Гуцульщина» (1990);
- «Свято в горах» (1991);
- «На Косівському базарі» (1991);
- «Пасхальний день» (1991);
- «Дівчина з букетом квітів» (1992);
- «Жіночий портрет» (1993);
- «На весіллі» (1994);
- «Легенда. Говерла й Прут» (1996);
- «На Великдень» (1996);
- «Тривожна ніч. Данило Галицький» (1996);
- «Роксолана» (1997);

ліногравюри
- «Сім'я колгоспника» (1961);
- «Після концерту» (1962);
- «У Косів на базар» (1962);
- «З поля» (1962);
- серія «Радянські жінки в Великій вітчизняній війні» (1964);
- серія «Нафтовики Долини» (1967);
- «Обід чабанів» (1970);
- серія «Історія Гуцульщини» (1985).

З 1954 року брав участь в обласних, з 1957 року — всеукраїнських, з 1963 року — всесоюзних художіх виставках. Персональні виставки відбулися в Івано-Франківську у 1968, 1972, 1977, 1979, 1985, 1987, 1997, 2002 (посмертна) роках, Косові, Долині, Верховині, Коломиї (усі в 1969 році).
В Україні твори художника зберігаються у Національному художньому музеї України, Закарпатському та Івано-Франківському художніх музеях, у Національному музеї народного мистецтва Гуцульщини та Покуття імені Йосафата Кобринського у Коломиї (три роботи). Також роботи художника зберігаються у музеях та приватних зібраннях у Польщі, Чехії, Канаді, США, Великій Британії та в інших країнах.